# 苏-34战斗轰炸机
Su-34戰鬥轟炸機（俄语：Сухой Су-34，北約代號：後衛 (Fullback)）是俄羅斯蘇霍伊基於Su-27制空戰機、Su-30多用途戰鬥機而開發的重型戰鬥轟炸機。藉此取代Su-24戰鬥轟炸機執行戰術轟炸及攻擊任務。

## 設計
苏-34双发重型战斗轰炸机的最大特征是其扁平的机头，原因是其采用了并列双座的设计，使得其机头加大；同时为了减小体积而将机头设计成扁平。因為機體的特殊設計，乘員不像其他戰鬥機從座艙蓋出入，而是與其他俄式大型轟炸機一樣，是從設有梯子的鼻輪進到駕駛艙。

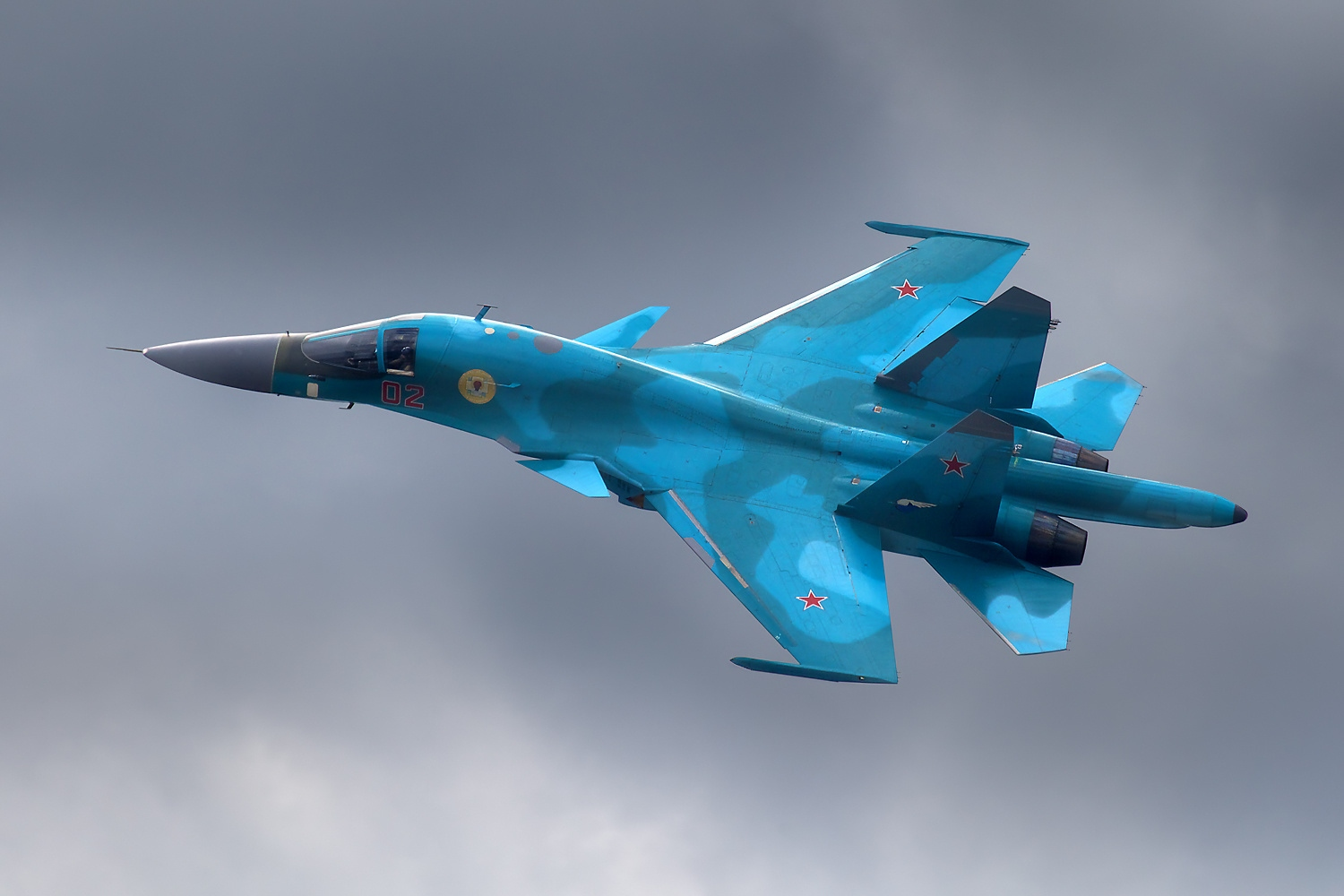
俄羅斯空軍蘇-34戰鬥轟炸機。

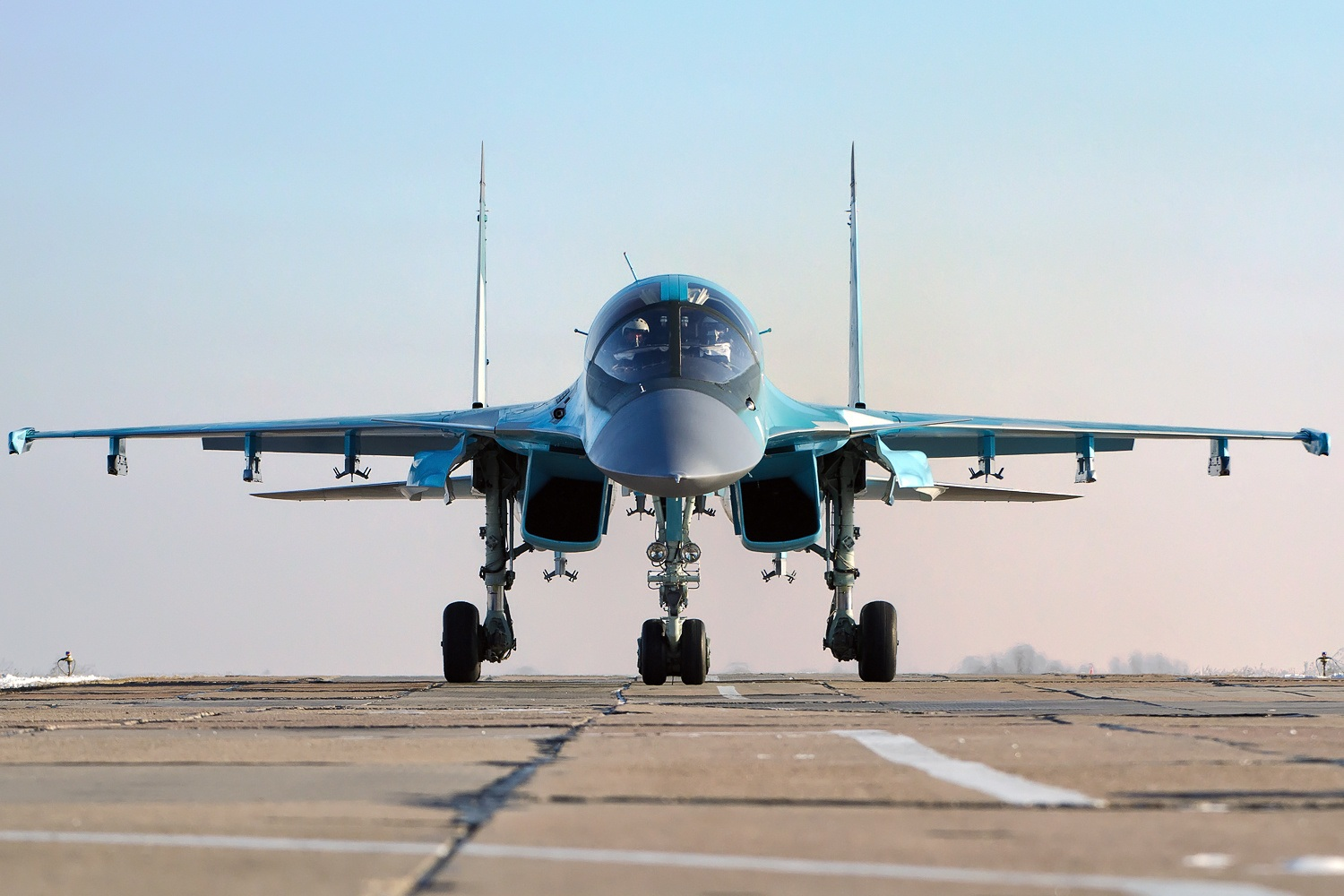
苏-34机头

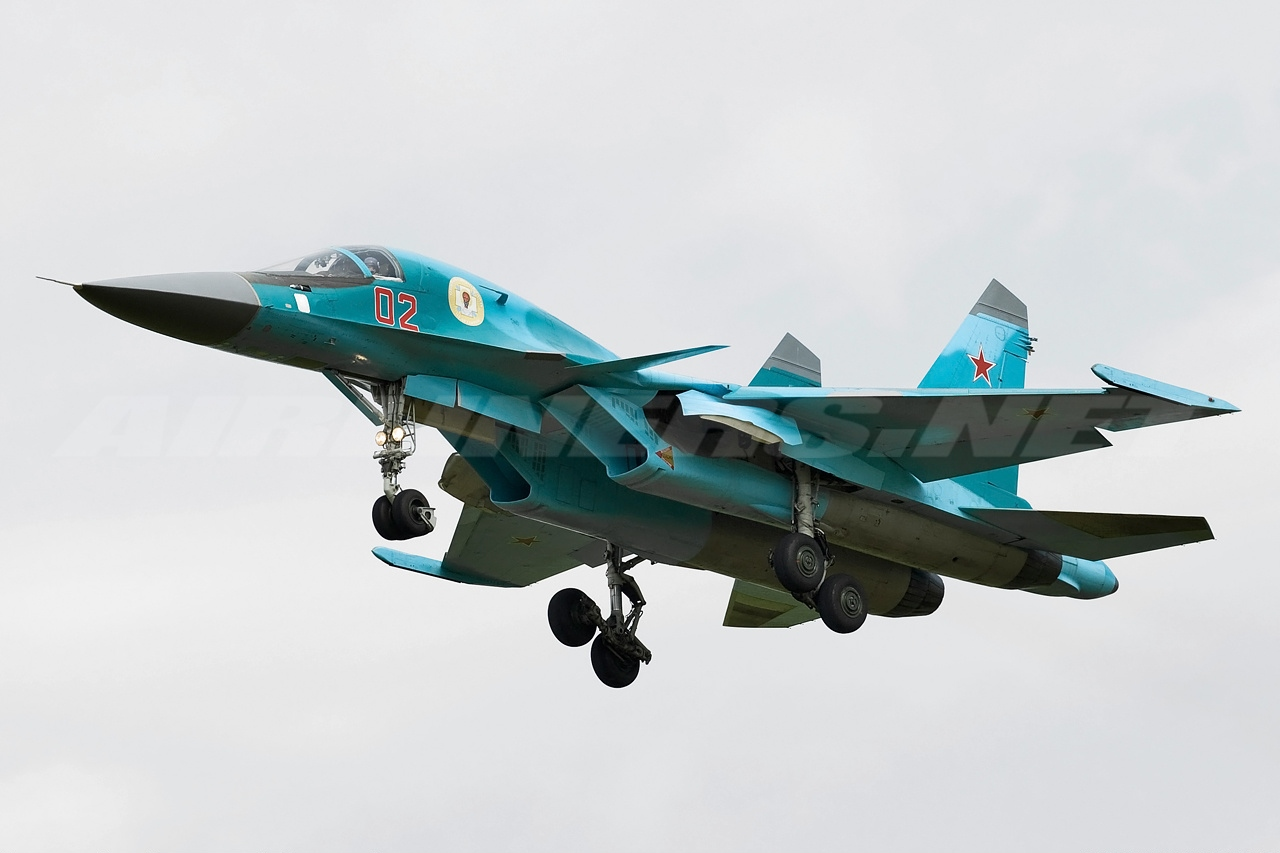
Su-34

苏-34双发重型战斗轰炸机最早型号为代号苏-27IB试验机，其试验机T-10B-1在1990年4月13日首飞，预生产型于1993年12月18日首飞。原预计在2002年全面列装，但是因为苏联解体带来的资金不足，直到2007年7月俄罗斯国防部才宣布正式接收苏-34双发重型战斗轰炸机。
苏-34双发重型战斗轰炸机采用了许多先进的装备，如：装甲座舱、新型火控電腦、液晶显示器、新型資料鏈、尾部尾椎管装有后视雷达等等。同时，该机为了方便飞行员在执行远程轰炸时保持体力，设计有可供一人站立的空間，在駕駛艙後方設有保溫瓶可提供熱水，飞行员座椅下方配備有尿液收集装置。同时该机有能力发射空对空和空对地导弹、电视制导炸弹、超音速反舰导弹、普通炸弹，外挂点多达12个，具备多任务能力。

## 特点
- 为了适应轰炸任务，Su-34在座舱外加装了厚达17毫米的钛合金装甲，这种措施在活跃于阿富汗战场的苏-25战斗轰炸机上被证明是及其有效的，保护了许多飞行员不受地面高射火炮的伤害。
- 考慮到長程任務中駕駛員的身心狀況維持，在駕駛座後方設有簡易冰箱與微波爐[4][5][6][需要較佳来源]，與一個活動的空間。
- 新式火控計算機與液晶顯示螢幕改變了以往蘇式戰機火控系統落後的狀況，同时新式數據鏈也大大提升了俄羅斯航空兵的作戰效能。
- 高航程與良好的舒適度使Su-34可以執行中遠程轟炸任務，同时其具備戰鬥機的機動性，大大增强了突防能力，成為俄罗斯空軍的一支尖兵。
- Su-34加强了其起落架的负载能力，采用的双轮起落架使其具备了在前线野战机场降落的能力，加强了其作战灵活性。

## 衍生型
Su-27IB
Su-34原形機。"IB"代表戰鬥轟炸機。在1995年於巴黎國際航空太空展首次公開亮相。
Su-27R
偵察型，計畫。
Su-27IBP
電子型。計畫型號。
Su-34
Su-27IB的修改型，名稱也變更過。與Su-34基本相似的戰鬥攻撃機型。
Su-32
Su-34的出口型。有基本型的Su-32FN與高機動型的Su-32MF。前者是與Su-34的量産型式樣同機体、後者配備了主動式人工智能輔助裝置系統和主動式陣風減載系統以協助飛行員。
Su-34M
將航空電子設備與機上軟體升級、對應新型機體升級的改良型。先前的機體也預定將升級為本型號。2016年1月開始開發，第1階段完成於2016年年中，預定在2020年完成開發。。
Su-34FN
以空軍型Su-34為基礎，可進行對艦・對潛攻擊的俄羅斯海軍用機體。獲得了全天候的對潛艇以及對水上艦艇之攻擊能力，该机亦配备了一个机动系统，以抵消在低空高速飞行时的湍流影响，带有液晶显示器的电子仪表系统和机头的海蛇雷达。 该雷达除了具有海上模式外，还具有地形跟踪能力。 除了使用反舰导弹外，正在开发能够携带多达72个各种类型的声纳浮标，投掷短程鱼雷和深水炸弹，并配备激光测距仪，以及刺针内部的机载磁性探测（MAD）系统。

## 使用國
阿尔及利亚 - 阿爾及利亞空军
 俄羅斯 - 俄罗斯空军
2008年俄罗斯空军订购32架苏34，2012年再次订购92架。
- 2007年接收2架
- 2010年接收4架
- 2011年接收6架
- 2012年接收5架
- 2013年接收19架
- 2014年接收18架
- 2015年接收16架

## 實戰紀錄

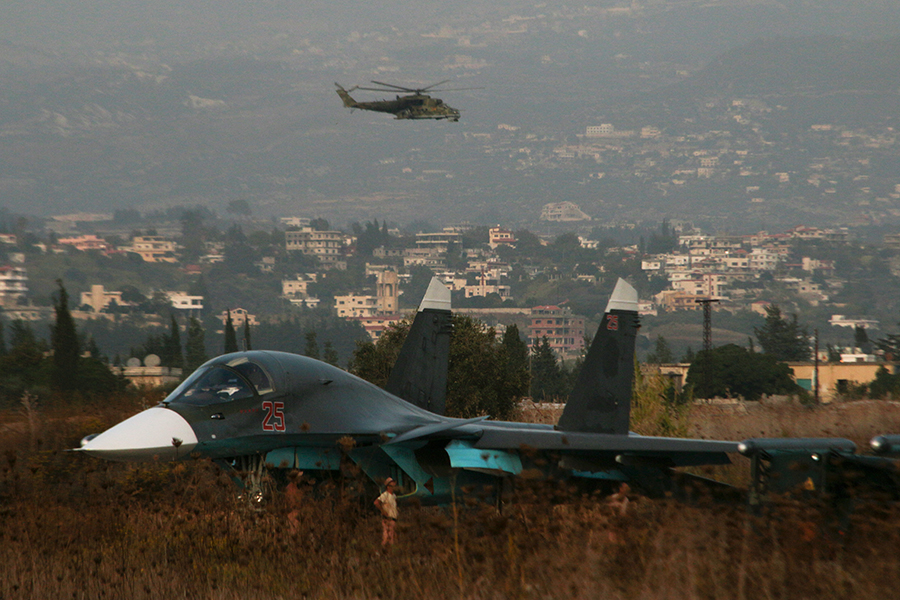
Su-34和雌鹿直升機在敘利亞境內作戰

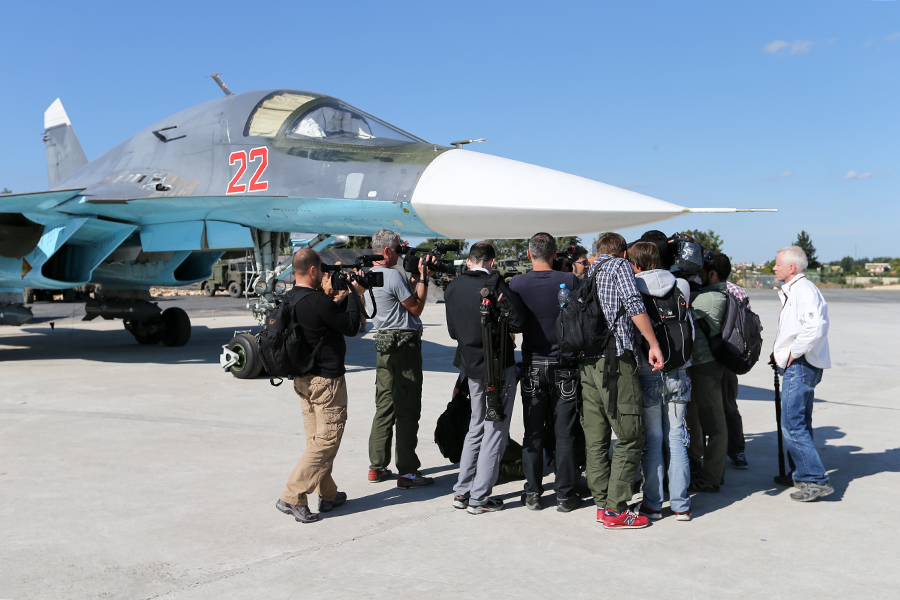
俄國在敘利亞機場召開的記者會

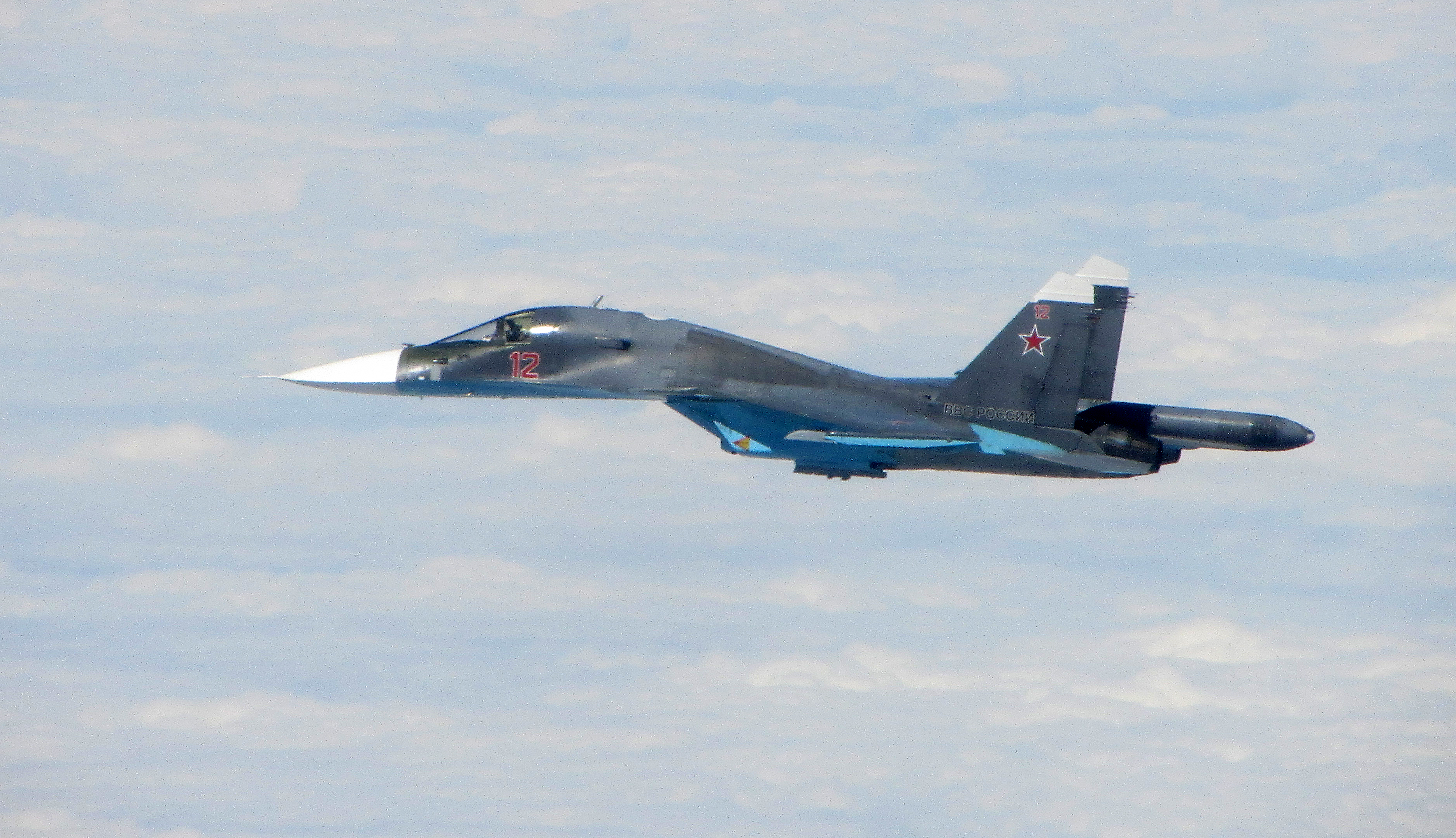
Su-34被英國皇家空軍的EF2000颱風戰鬥機攔截時拍下的照片，攝於2015年7月24日在波羅的地區。

### 2015年土耳其擊落俄羅斯戰鬥機事件
自2015年10月起，俄羅斯首次派出Su-34戰鬥轟炸機赴敘利亞，轟炸伊斯蘭國位於敘利亞的據點。俄軍成功炸毀伊斯蘭國油庫、運油卡車及軍事設施，試圖截斷其經濟收入來源。
另外2015年11月24日發生土耳其擊落俄羅斯戰鬥機事件後，11月30日轟炸任務中，Su-34首次掛載短程及中程空對空導彈執行任務。

### 俄羅斯入侵烏克蘭
2022年3月5日，俄軍Su-34在烏克蘭切爾尼戈夫附近被烏軍擊落，機上有2名飛行員，1名死亡，1名被烏軍俘虜，被俘虜的飛行員是俄羅斯空軍少校。
5月19日，網傳另一架俄軍Su-34被烏軍擊落，飛行員疑因來不及啟動彈射椅逃生，最後當場身亡。
6月，俄軍兩架Su-34被擊落。
7月18日，根據俄羅斯戰地記者叶甫根尼·波德杜布内的消息，當晚位在阿爾切夫斯克上空，當地親俄民兵使用防空武器擊落空中目標，結果發現是自己家的俄國空軍Su-34M戰機。
至10月底，該機型已經被擊落多架，外界認為俄軍作戰定位低估低空轟炸風險，不重視現代長距協同空戰，導致模式落後而受到損失，即使在敘利亞有出色戰果，但面對擁有先進北約防空系統的對手，也漸漸僅限於執行在邊境發射導彈的作戰任務。
2023年5月13日，俄軍一架Su-34、Su-35戰機與兩架Mi-8直升機於同一日在烏俄邊境的布良斯克州遭擊落，對此烏克蘭官方並未即時作出回應。直至同年11月尾，烏方證實上述飛機均被愛國者三型導彈擊落，全部飛行員當場身亡。
12月22日，俄軍三架Su-34在赫爾松上空被烏軍擊落後，開始減少利用同款戰機執行轟炸任務。兩日後，另一架Su-34亦於馬里烏波爾上空被擊落 ，但此消息被俄方否认。

## 失事
- 2022年10月17日，一架苏-34战斗轰炸机起飛不久因引擎故障在俄罗斯港口城市叶伊斯克的居民区坠毁，引发一栋9层高的公寓楼，约130个套房在火灾中损坏并造成13人死亡。机师则在飞机坠毁前弹射跳伞逃生。叶伊斯克宣布10月17日至19日举行哀悼[28]。

- 2023年9月20日，一架 Su-34在沃羅涅日地區墜毀，2名飛行員則跳傘獲救。[29]
- 2024年7月27日，俄罗斯空军的Su-34在一次预定的训练飞行中在伏尔加格勒地区坠毁，机组人员成功从飞机上弹射出来，飞机坠毁在一个无人居住的地区[30]。

## 性能（Su-34）

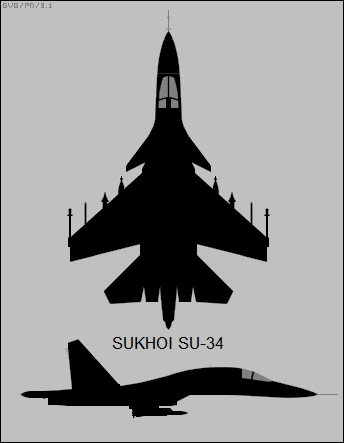
Su-34

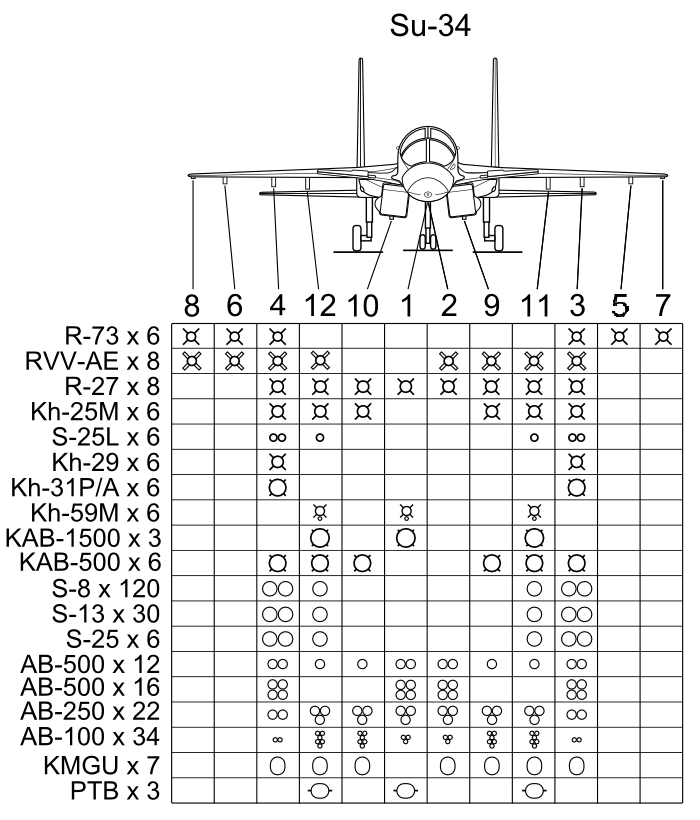
武器配置

根據蘇霍伊官方資料:

### 基本規格
- 乘員 : 2
- 長度：23.34 m
- 翼展：14.7 m
- 高度：6.09 m
- 翼面積：62.00 m
- 空重：24,000 kg
- 基本起飛重量：38,240 kg
- 動力 : 2具 AL-31F土星發動機
  - 後燃器推力 : 12,500 kgf

### 性能
- 最高時速 :
  - 高空 : 1.8馬赫 (1,900 km/h)
  - 海平面 : 1.2馬赫 (1,400 km/h)
- 作戰半徑 : 1,100 km
- 最大起飛重量：44,350 kg
- 最大外掛載重：8,000 kg
- 升限：15,000m
- 航程 : 4,000 km

### 武裝
- 機炮：1× 30mm GSh-30-1機炮，彈數150–180發
- 掛載點：機翼和機身共12處，負重量8,000至12,000公斤
- 火箭：
  - S-8、S-13、S-25火箭筴艙
- 對空導彈：
  - R-27、R-73、R-77
- 對地導彈：
  - Kh-29L/T（AS-14）、Kh-38、Kh-25MT/ML/MP（AS-10）、Kh-59M（AS-18）、Kh-58（AS-11）反輻射導彈、
- 對艦導彈：
  - Kh-31（AS-17）、Kh-35（AS-20）、P-800
- 巡弋導彈：
  - Kh-65SE或Kh-SD
- 炸彈：
  - KAB-500、KAB-500KR、KAB-500S和KAB-1500L/KR導引炸彈
  - OFAB-250-270、OFAB-100-120、FAB-500T、BETAB-500SHP、P-50T、ODAB-500PM常規炸彈, RBK-500和SPBE-D子母炸彈,戰術核彈
- 其他:

3,000公升PTB-3000外掛副油箱、電子預警及偵察筴艙。

## 外部連結
- Sukhoi Su-32 (Su-34) page on sukhoi.org
- Russian Su-34 web page （页面存档备份，存于）
- Su-34 page on MILAVIA.net （页面存档备份，存于）
- Su-34/32FN Long range fighter-bomber （页面存档备份，存于）
- Su-34 Fullback on globalaircraft.org （页面存档备份，存于）
- Sukhoi Su-34 Fullback: Russia's New Heavy Strike Fighter （页面存档备份，存于）
- Photo gallery SU-34 at Pravda.Ru （页面存档备份，存于）
- "Russia gets first new fighters for 15 years as Sukhoi Su-34 debuts", flightglobal.com （页面存档备份，存于）
- Russian Air Force to adopt Su-34 "flying tank". INFOgraphics （页面存档备份，存于）
- Video demonstrating the development and capabilities of the SU-34